# Janusch Laule
Janusch Laule (* 25. Juli 1981 in Laufenburg) ist ein deutscher Radrennfahrer.
Janusche Laule begann seine internationale Karriere 2006 beim lettisch-schweizerischen Continental Team Rietumu Bank-Riga. 2008 fuhr er bei der Schweizer Mannschaft Stegcomputer-CKT. In seinem ersten Jahr dort gewann er die sechste Etappe der Tour of Libya in Ghiryan. Bei der Tour of Iran belegte Laule auf dem dritten Teilstück den sechsten Platz.

## Teams
- 2006 Rietumu Bank-Riga
- 2008 Stegcomputer-CKT
- 2009 Team Stegcomputer-Neotel